# Колібрі гірський
Колі́брі гірський (Lafresnaya lafresnayi) — вид серпокрильцеподібних птахів родини колібрієвих (Trochilidae). Мешкає в Андах. Це єдиний представник монотипового роду Гірський колібрі (Lafresnaya), названого на честь французького орнітолога Фредеріка де Лафресне.

## Опис

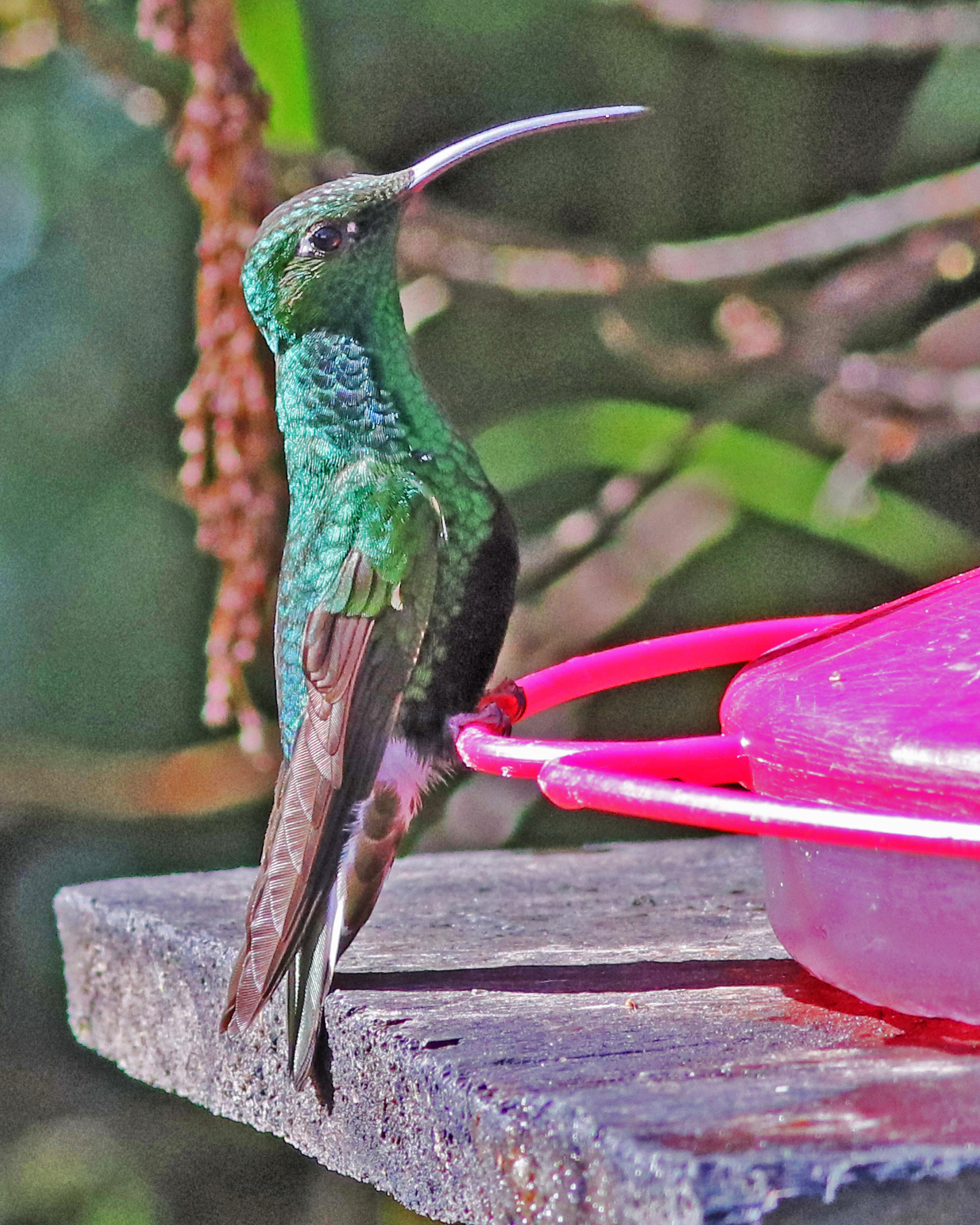
Самець гірського колібрі

Довжина птаха становить 11—12 см, вага 4,5—6,3 г. У самців верхня частина тіла зелена, горлом і груди смарагдово-зелені, блискучі, на животі чорна пляма. Центральні стернові пера бронзово-зелені, решта стернових пер охристі з чорними кінчиками. У самиць верхня частина тіла зелена, нижня частина тіла охриста, поцяткована райдужними зеленими плямами. Дзьоб довгий, тонкий, вигнутий, довжиною 22—25 мм. Представники різних підвидів дещо різняться за забарвленням.

## Підвиди
Виділяють сім підвидів:
- L. l. liriope Bangs, 1910 — гірський масив Сьєрра-Невада-де-Санта-Марта на півночі Колумбії;
- L. l. longirostris Schuchmann, Weller & Wulfmeyer, 2003 — північ Центрального хребта Колумбійських Анд;
- L. l. greenewalti Phelps & Phelps Jr, 1961 — Анди на заході Венесуели (Кордильєра-де-Мерида);
- L. l. lafresnayi (Boissonneau, 1840) — гори Сьєрра-де-Періха на кордоні Колумбії і Венесуели, гори Тама[en] у венесуельському штаті Тачира, Східний хребет Колумбійських Анд;
- L. l. saul (Delattre & Bourcier, 1846) — Західний хребет Колумбійських Анд, Анди в Еквадорі і північному Перу (східна П'юра, західна Кахамарка);
- L. l. orestes Zimmer, JT, 1951 — східні схили Анд на півночі Перу (Амазонас);
- L. l. rectirostris Berlepsch & Stolzmann, 1902 — східні схили Перуанських Анд (від Ла-Лібертада до Куско).

## Поширення і екологія
Гірські колібрі мешкають у Венесуелі, Колумбії, Еквадорі і Перу. Вони живуть на узліссях вологих гірських тропічних лісів та на гірських схилах, порослих чагарниками, на висоті від 1900 до 3400 м над рівнем моря, переважно на висоті від 2000 до 2800 м над рівнем моря, в Еквадорі місцями на висоті до 3800 м над рівнем моря. Живляться нектаром квітів з довгими, трубчатими віночками, зокрема з роду Siphocampylus, а також дрібними комахами і павуками. Самиці захищають кормові території, а самці добувають їжу, пересуваючись за певним маршрутом. Початок сезону розмноження різниться залежно від сезону. Гніздо чашоподібне, робиться з моху, лишайників і павутиння, розміщується на скелі, серед густої рослинності, на висоті 1—3 м над землею, іноді на дереві. У кладці 2 яйця, інкубаційний період триває 16—19 днів, пташенята покидають гніздо через 23—26 днів після вилуплення.